# Economía de Suazilandia

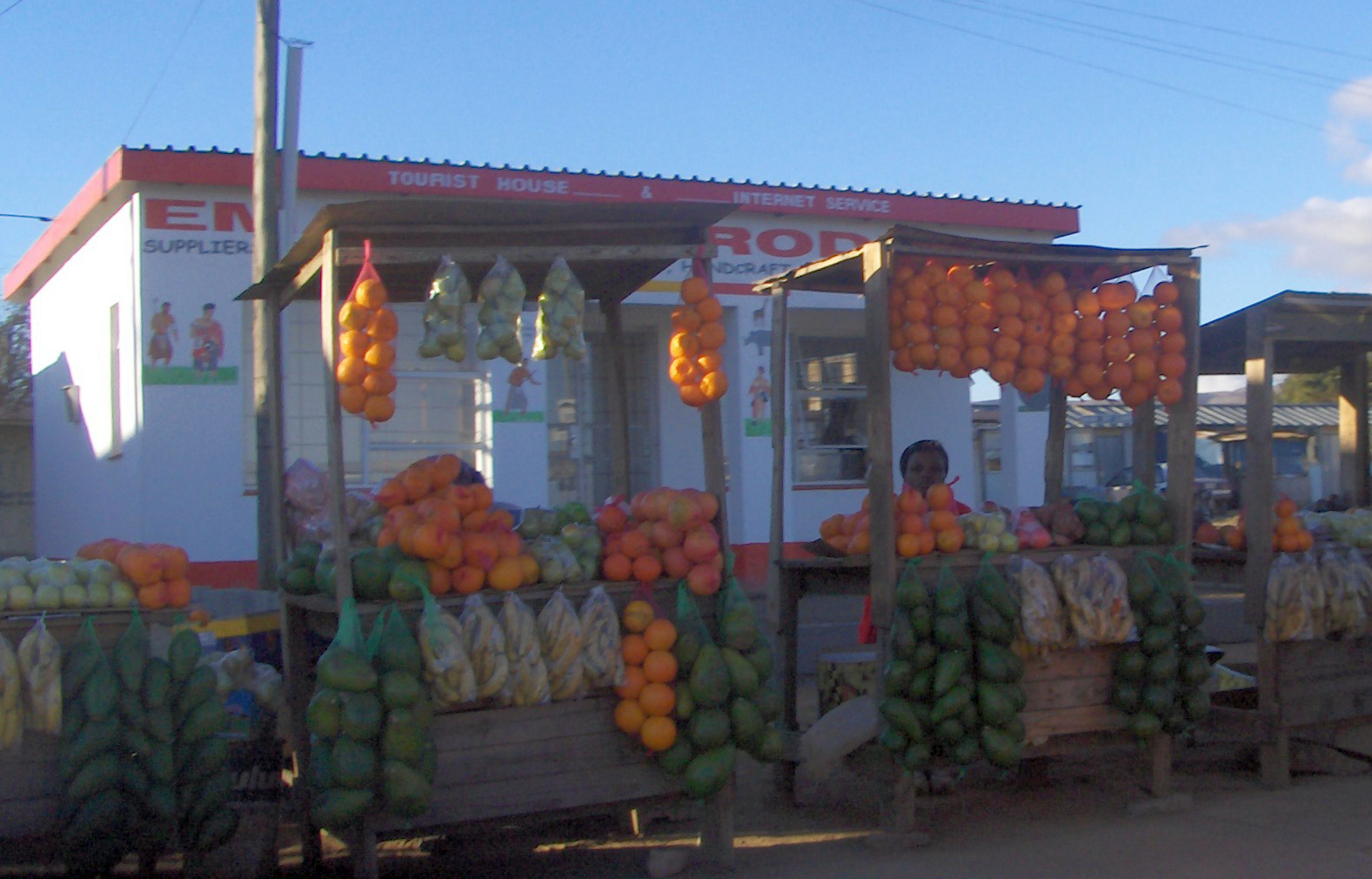
Pequeño comercio de frutas en Suazilandia.

Suazilandia es un pequeño país cercado por el territorio de Sudáfrica, teniendo solamente una pequeña frontera terrestre con Mozambique. El país depende casi totalmente de la economía surafricana, origen de más de 90% de sus importaciones y destino de más de 60% de sus exportaciones. La tasa de cambio de su moneda, el lilangeni, es fija en relación con el rand, y su política monetaria es sumisa a de África del Sur. El gobierno es muy dependiente de los derechos aduaneros de la Unión Aduanera de la África Austral (SACU), y de las divisas enviados por ciudadanos de Suazilandia que trabajan en Sudáfrica y complementan la renta producida en el país.
La agricultura de subsistencia es la fuente de trabajo de más de 70% de la población. El sector industrial se hay diversificado después de la década de 1980, siendo el azúcar y la pulpa de madera importantes productos de exportación. El 2007 se intentó modernizar y diversificar la industria, como respuesta a una caída de los precios del azúcar en la Unión Europea. En años recientes la minería perdió importancia, sólo la extracción de carbón y las canteras de piedra permanecen importantes. Aproximadamente el 40% de su fuerza laboral está desempleada, y el país necesita crear pequeñas y medianas empresas, y además atraer inversiones de grandes empresas extranjeras.